# Quatuor à cordes no 7 de Křenek
Pour les articles homonymes, voir Quatuor à cordes no 7.
Le Quatuor à cordes no 7 opus 96 est un quatuor pour deux violons, alto et violoncelle d'Ernst Křenek. Composé en 1943-44 avec la technique sérielle, il s'appuie sur une technique de permutation à l'intérieur d'un groupe de sons qui permet de renouveler les figures d'un petit nombre de motifs.

## Analyse de l'œuvre
1. Allegro ma non troppo
2. Adagio
3. Allegro
4. Andante
5. Allegretto non grazia

La durée d'exécution est d'environ vingt minutes.